# Dairon Pérez
Dairon Manuel Pérez Pérez (L'Avana, 7 gennaio 1994) è un ex calciatore cubano, di ruolo centrocampista.

## Carriera

### Nazionale
Nel 2013 ha partecipato ai Mondiali Under-20.
Ha esordito in nazionale nel 2015.